# Stephen Desberg

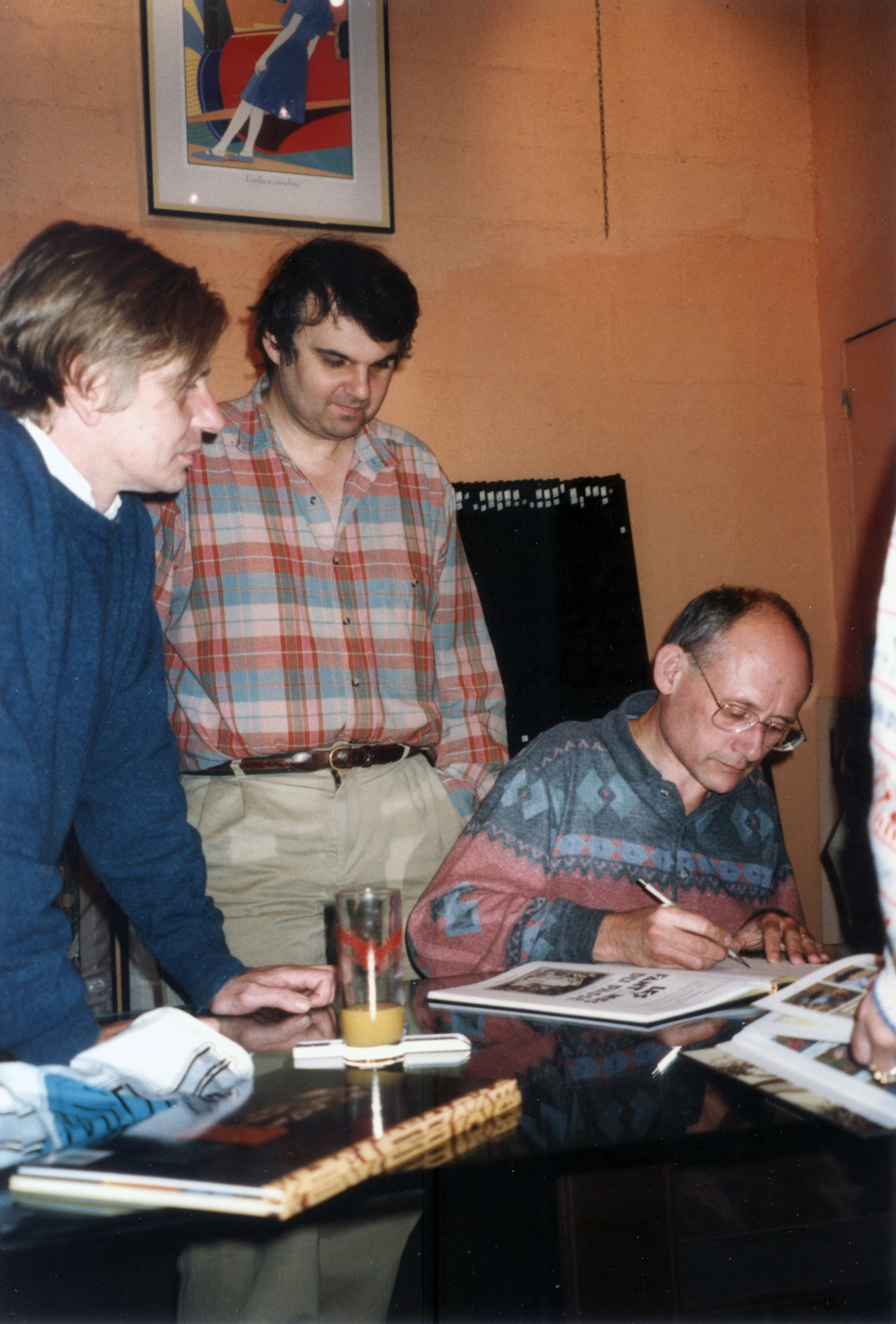
Stephen Desberg (Mitte) mit Jean-Marie Derscheid (links) und Daniel Desorghe (rechts) im Jahr 1996

Stephen Desberg (* 10. September 1954 in Brüssel, Belgien) ist ein belgischer Comicautor, der sowohl im Bereich der Funnies und Semi-Funnies als auch im realistischen Genre tätig ist. Die Mehrzahl der von ihm getexteten Comicserien liegen auch in deutscher Übersetzung vor.

## Leben und Werk

### Die Anfänge (1970er Jahre)
Mit der 6-seitigen Kurzgeschichte La parade du 30ème erschien am 28. September 1976 in Tintin (b) 40/1976 der erste nach einem Szenario von Desberg gezeichnete Comic, zeichnerisch umgesetzt von Bertrand Dupont. Es folgten weitere Kurzgeschichten im Comic-Magazin Tintin. Außerdem assistierte Desberg ab 1977 Maurice Tillieux beim Szenario von Tif et Tondu (deutsch Harry und Platte). Nach Tillieux’ Tod 1978 setzte er die Arbeit an der Serie fort und verfasste die Texte fortan alleine. 1977 stieg Desberg zudem als Szenarist der Serie Aurore et Ulysse - Les Centaures ein, die Pierre Seron im Juni 1977 mit einer 12-seitigen Geschichte noch allein geschaffen hatte, ab der zweiten Geschichte (Dezember 1977) aber schon mit Desberg fortführte. Gemeinsam mit Desberg erschienen eine Kurzgeschichte und drei Fortsetzungsgeschichten in Spirou, bevor Seron ab 1980 die Serie zunächst wieder allein weiterführte. Ebenfalls noch 1977 kam es auch zur ersten Zusammenarbeit mit Eric Maltaite, dem Sohn des Tif et Tondu-Zeichners Will, für den er zunächst die Szenarien für Kurzgeschichten wie Jules et Gil (1978) schrieb und ab 1979 die kurzlebige Serie La Famille Hérodius entwickelte. 1978 startete dann in Zusammenarbeit mit dem Zeichner Benn für Spirou die erste eigene Serie Desbergs, Mic Mac Adam. Mit Coria als Zeichner schuf er 1978 mit Vega seine erste realistisch gezeichnete Serie, die nach vier Kurzgeschichten und nur einer Fortsetzungsgeschichte 1979 schon wieder beendet wurde.
Zusammenfassend spiegeln diese knapp vier Anfangsjahre den Verlauf Desbergs Karriere bereits wieder: Zunächst (Semi-)Funnies, eine fruchtbare Zusammenarbeit mit Vater und Sohn Maltaite und schließlich realistische Serien - das entspricht im Groben auch dem Verlauf der folgenden 40 Jahre von Desbergs Karriere.

### Etablierung eigener Serien (1980er Jahre)
In Spirou 2177 erschien am 3. Januar 1980 die erste Fortsetzungsfolge von Desbergs Serie 421, eine erneute Zusammenarbeit mit Eric Maltaite, die es in den folgenden Jahren auf elf Alben bringen sollte. Während von ihm weitere Geschichten der Serien Tif et Tondou und Mic Mac Adam, sowie einige weitere Kurzgeschichten mit unterschiedlichen Zeichnern erschienen, startete am 18. Februar 1982 in Spirou 2288 eine weitere Serie von Desberg: Billy the Cat gezeichnet von Colman, der zuvor einen One-Pager der Serie allein geschaffen hatte, der fünf Ausgaben vorher, noch 1981, in Spirou erschienen war. Billy the Cat entwickelte sich zu einem so großen Erfolg, dass dieser Mitte der 1990er-Jahre eine Zeichentrickserie nach sich zog.
Im Jahre 1987 entstand in Zusammenarbeit mit Daniel Desorgher Jimmy Tousseul (Deutsch: Jimmy Wynberg). Im selben Jahr verwirklichte er bei Casterman Gaspard de la nuit mit Johan de Moor, mit dem er 1992 auch La Vache für das Magazin (à suivre) realisierte. 1988 erschien Jardin des désirs (dt.: Der Garten der Lüste), eine neben Tif et Tondu weitere Zusammenarbeit von Desberg mit Will. Die beiden legten hier einen ersten gemeinsamen One-Shot vor, mit dem sie auf ein eher erwachsenes Publikum zielten. In den 1990er Jahren setzten sie den hier eingeschlagenen Weg fort (s. u.).
1989 kam es zu einer erneuten Zusammenarbeit mit Pierre Seron, für den Desberg ein Crossover der beiden Serien Die Zentauren und Die Minimenschen schrieb, das ohne Magazin-Vorveröffentlichung direkt als Album erschien, welches aber als letztes Zentauren-Album dieser Serie zugeordnet wurde und nicht Serons Hauptserie, den Minimenschen. In Deutschland erschien dieses Album (Kelvinhathor III) in Band 2 der Zentauren-Gesamtausgabe beim Verlag Kult Comics.

### Hinwendung zu realistischen Serien (Die 1990er Jahre)
Anfang der neunziger Jahre gaben Desberg und Will die Serie Tif et Tondu an andere Autoren/Zeichner ab, arbeiteten aber weiter zusammen. So entstanden für die Sammlung Aire Libre von Dupuis einige „Erwachsenen-Comics“ des Duos, so La Vignt-Septième Lettre (1990, dt.: Der 27. Buchstabe), L’Appel de l’Enfer (1993, dt.: Satans Urteil). 1993 arbeitete Desberg mit Dany an Equator (dt.: Äquator) für Lombard und realisierte Carmen Lamour, eine weitere Zusammenarbeit mit Eric Maltaite. 1996 begann dann die erfolgreiche Zusammenarbeit mit Enrico Marini, mit dem er zunächst L’Étoile du Desert (dt.: Der Stern der Wüste) und ab 2000 die Serie Le Scorpion (dt.: Der Skorpion) für Dargaud realisierte.

### Endgültiger Durchbruch mit realistischen Serien (Die 2000er Jahre)
Ab 2005 schuf er die Serie Black Op und von 2007 bis 2015 zusammen mit Henri Reculé die 9-bändige Serie Cassio. Auf Deutsch erschien deren erster Zyklus (Bde. 1–4) als 192-seitiger Einzelband im April 2011 in der ZACK Edition. Die Bände 5–9 erschienen in Fortsetzungen im ZACK-Magazin, in dem zuvor auch schon das erste Album vorab gedruckt wurde, in den Ausgaben 188–246.
Zu seinen erfolgreichsten Serien gehören neben Der Skorpion (s. o.) I.R.$., gezeichnet von Vrancken, Les Immortals (ab 2001, dt.: Die Unsterblichen) mit Reculé sowie die Mafia-Serie Tosca (ab 2001, dt. als Integral) mit Francis Vallès, mit dem später auch Rafales (4 Bde., 2005–2008, dt.: Sperrfeuer, Ein Fehler der Natur) entstand.
2014/15 erschien bei Lombard Golden Dogs, wie Rafales eine in vier Bänden abgeschlossene Serie, gezeichnet von Griffo (dt. bei Panini, 2015–17).